# Begraafplaats van Duinkerke
De Begraafplaats van Duinkerke is een gemeentelijke begraafplaats in de Franse stad Duinkerke in het Noorderdepartement. De begraafplaats ligt in het zuidoosten van de stadskern, tegen de grens met Nieuw-Koudekerke, langs de weg naar Veurne.
Duinkerke fungeerde tijdens de Eerste Wereldoorlog als marinebasis, later als luchtmachtbasis, huisvestte veldhospitalen, en werd tijdens de oorlog vanop afstand gebombardeerd. In het begin van de Tweede Wereldoorlog werden bij Operatie Dynamo de Britten vanuit Duinkerke geëvacueerd. Op de begraafplaats bevinden zich dan ook verschillende oorlogsgraven en -monumenten. Zo liggen er onder meer Franse, Britse en Belgische militaire perken. Het perk met Belgisch graven bevindt zich in het zuidwestelijk deel van de begraafplaats en telt een honderdtal graven. Vlakbij bevinden zich ook enkele van de Britse perken.

## Franse oorlogsgraven
Op het noordelijk deel van de begraafplaats ligt een perk met Franse oorlogsgraven. Er rusten meer dan 1.800 Franse gesneuvelden uit de Eerste Wereldoorlog.

## Britse oorlogsgraven
Op de begraafplaats bevinden zich verschillende Britse militaire perken met gesneuvelden uit beide wereldoorlogen en in het noorden staat ook het Dunkirk Memorial, een monument voor meer dan 4.500 gesneuvelden zonder bekend graf. De begraafplaats werd ontworpen door Edwin Lutyens.
Er liggen 460 doden uit de Eerste Wereldoorlog, waarvan 10 niet geïdentificeerde. Deze graven liggen in drie perken in het zuidwesten van de begraafplaats en in twee perken in de buurt van het Dunkirk Memorial. Onder de geïdentificeerde slachtoffers zijn er 416 Britten, 7 Australiërs, 5 Canadezen, 2 Indiërs, 4 Nieuw-Zeelanders en 6 Zuid-Afrikanen.
Er liggen 793 doden uit de Tweede Wereldoorlog, waarvan er 213 niet geïdentificeerd zijn. Deze graven liggen in twee perken bij het Memorial. Hier staat ook het Cross of Sacrifice. Onder geïdentificeerde doden zijn er 514 Britten, 2 Australiërs, 34 Canadezen, 5 Nieuw-Zeelanders, 9 Polen, 1 Noor en 12 Tsjechen. 
De graven worden onderhouden door de Commonwealth War Graves Commission waar ze geregistreerd zijn onder Dunkirk Town Cemetery.

## Graven
- de Noorse luitenant-vlieger Henning Leifseth diende in het Squadron 331  van de Royal Air Force toen hij met zijn Spitfire boven Duinkerke door het Duitse luchtafweer (FLAK) op 21 juli 1942 werd neergeschoten.[1]

### Onderscheiden militairen
- Edward Noble Warburton Birch, luitenant-kolonel bij het Royal Army Service Corps en Vincent Christopher Brown, kolonel bij de Royal Marines ontvingen de Order of the British Empire. Laatstgenoemde ontving ook het Distinguished Service Cross (OBE, DSC).
- luitenant-kolonel Purves Alexander Kirsop werd tweemaal onderscheiden met het Military Cross en ontving ook de Territorial Decoration (MC and Bar, TD)
- J. Hall, luitenant bij de Royal Naval Reserve werd onderscheiden met de Distinguished Service Order (DSO).
- J. de C. Paynter, kapitein bij de Royal Air Force en George A. Drummond, luitenant bij de Royal Naval Reserve ontvingen het Distinguished Service Cross (DSC). Thomas Frederick Le Mesurier, kapitein bij de Royal Air Force ontving driemaal deze onderscheiding (DSC and 2 Bars).
- de luitenant-kolonels John Douglas Bell en James Gerald Fitzmaurice, majoor Ronald Hawkesby Thomas en onderluitenant Frederick Henri Anderson werden onderscheiden met het Military Cross (MC).
- Norman John Starr en John Woodburn Gillan, allebei wing commander bij de Royal Air Force werden tweemaal onderscheiden met het Distinguished Flying Cross, laatstgenoemde ontving ook het Air Force Cross (DFC and Bar, AFC)
- Roland Anthony Lee, squadron leader bij de Royal Air Force en Jan Blazejewski, kapitein bij de Polish Air Force werden onderscheiden met het Distinguished Flying Cross (DFC).
- Douglas Reginald Scott, wing commander bij de Royal Air Force werd onderscheiden met het Air Force Cross (AFC).
- Jack Reginald Bushell, piloot bij de Royal Air Force Volunteer Reserve werd onderscheiden met de Distinguished Flying Medal (DFM).
- R. Chappell, officier bij de Royal Navy werd onderscheiden met de Distinguished Service Medal (DSM).
- onderofficier Ernest George Finney, de korporaals A. Brook, E.J. McEvoy, G. Jackson en Henry George Cook ontvingen de Military Medal (MM).

### Minderjarige militairen
- geleider Peter Johannes Laverlot van het Cape Auxiliary Horse Transport was slechts 16 jaar toen hij sneuvelde op 26 maart 1918.
- matroos Donald McLeod van de Royal Naval Reserve en kanonnier Ralph MacDonald van de Royal Artillery waren 17 jaar toen ze sneuvelden.

### Aliassen
- soldaat William Fisher diende onder het alias William Fishenden bij het Northamptonshire Regiment.
- soldaat Wilfred Henry Gurney diende onder het alias Wilfred H. Stowers bij het Royal Warwickshire Regiment.

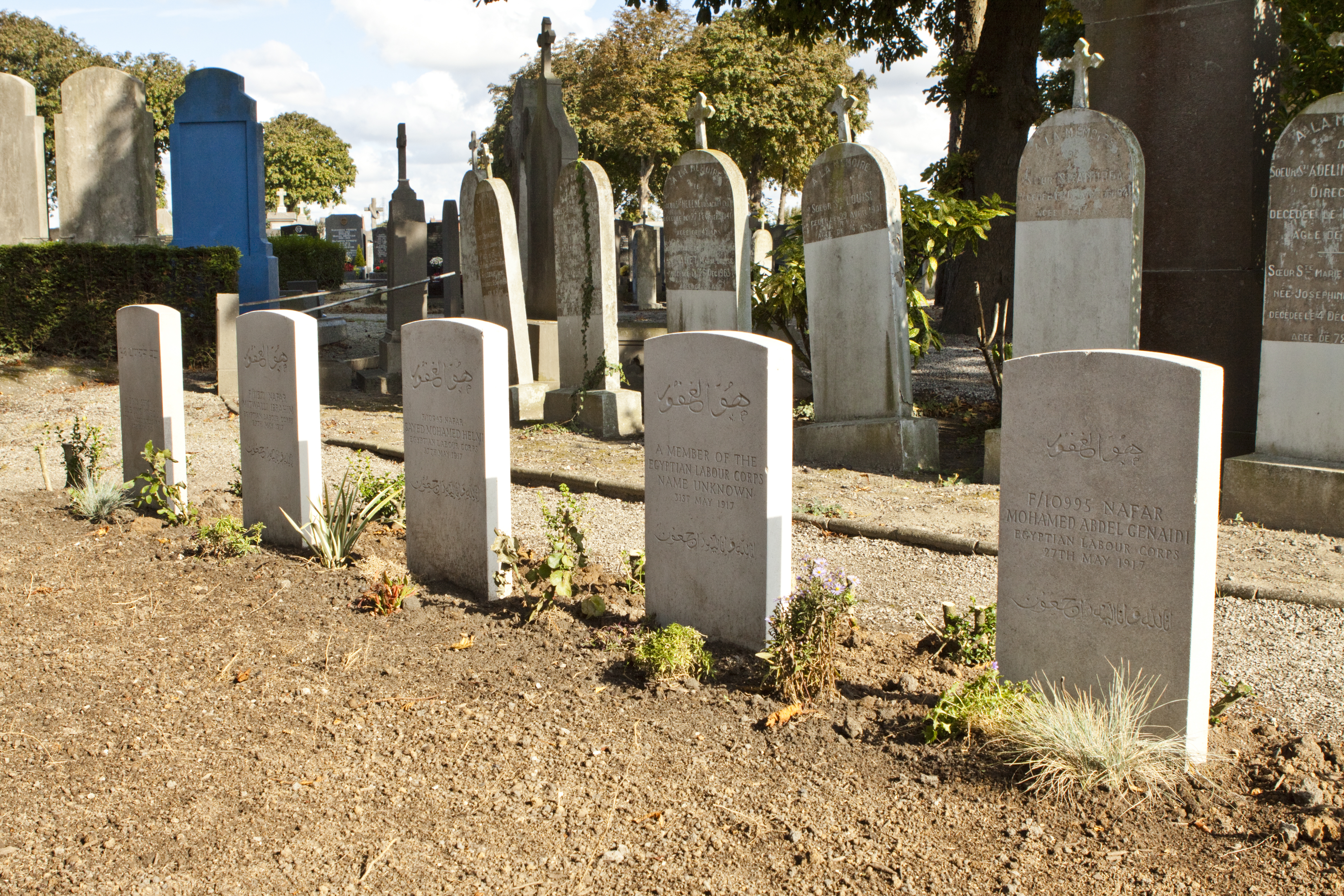
Egyptische graven
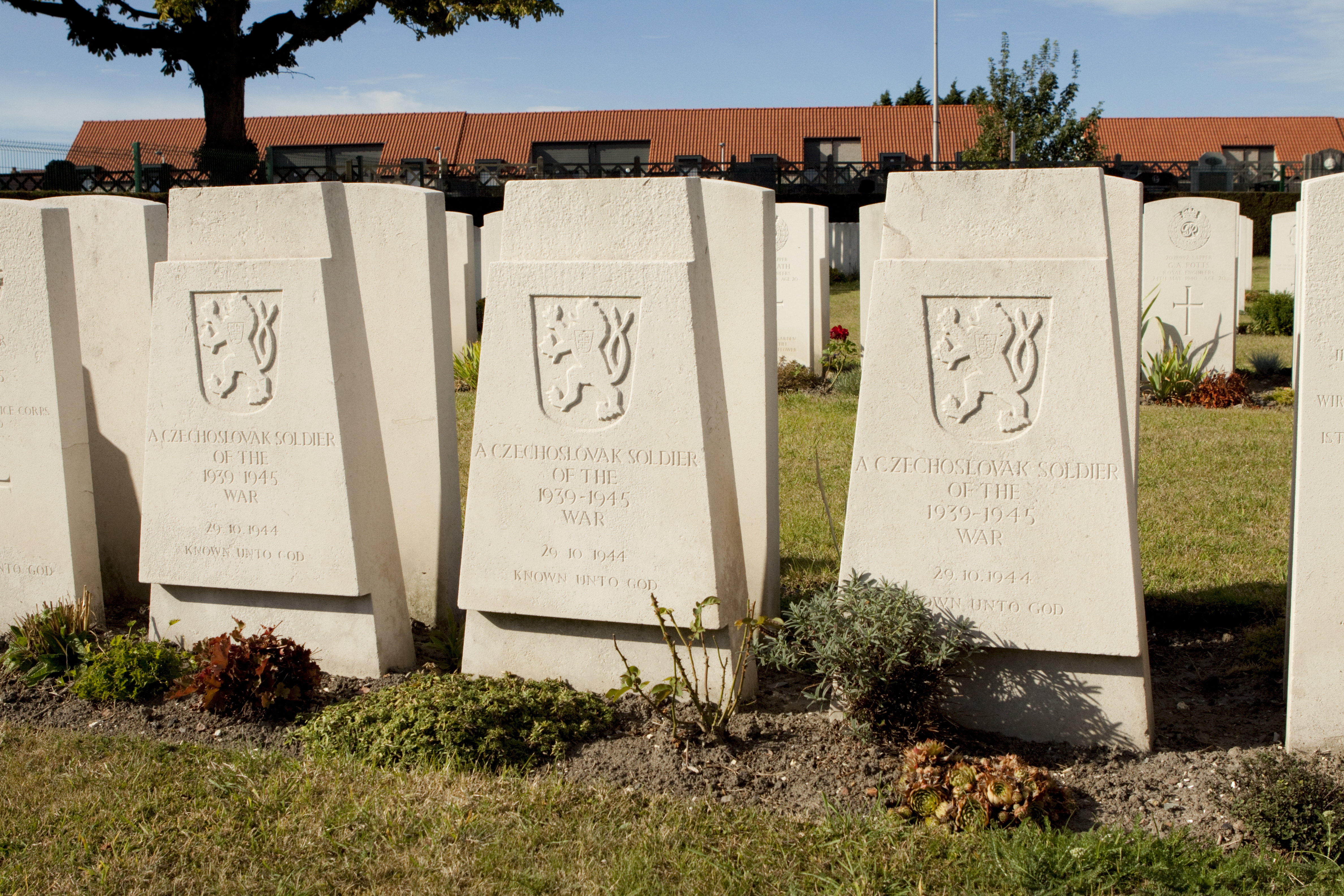
Tsjecho-Slowaakse graven
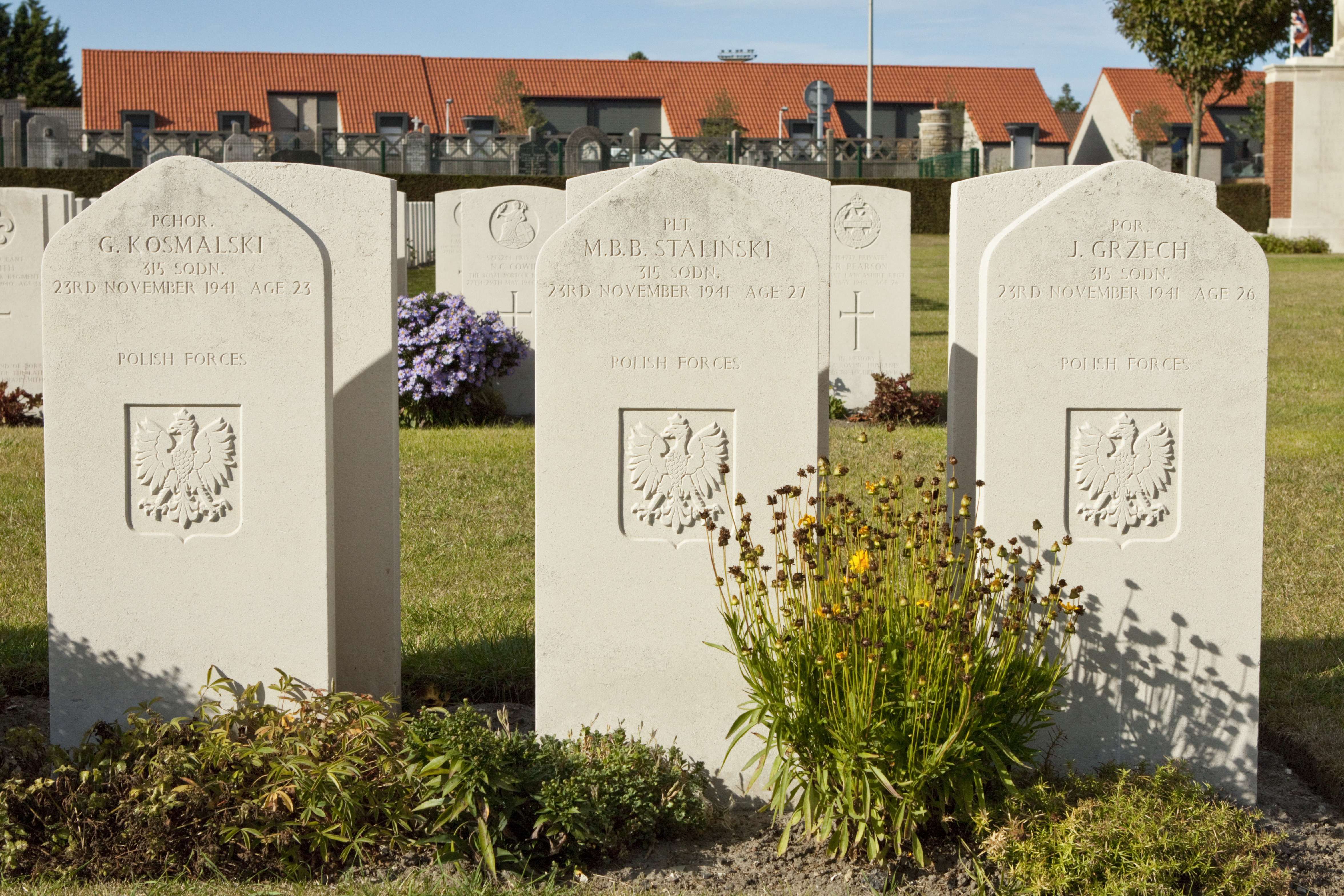
Poolse graven